# Dasypterus intermedius
Espèce
Statut de conservation UICN

 LC  : Préoccupation mineure
Dasypterus intermedius est une espèce de chauves-souris nord-américaine de la famille des Vespertilionidae.

## Description
Dasypterus intermedius est plus grande que Dasypterus ega et a une longueur corporelle moyenne de 14 cm, un poids de 14 à 31 g et une envergure de 35 à 41 cm. Sa fourrure corporelle varie de l'orange jaune au gris-brun, et est à pointe sombre. Les membranes des ailes sont généralement plus foncées que le corps et les avant-bras sont légers. Exceptionnellement pour les Lasiurini, seule la moitié avant de la membrane de la queue a de la fourrure, et cette espèce manque également de marques blanches sur les épaules et les poignets.

## Répartition

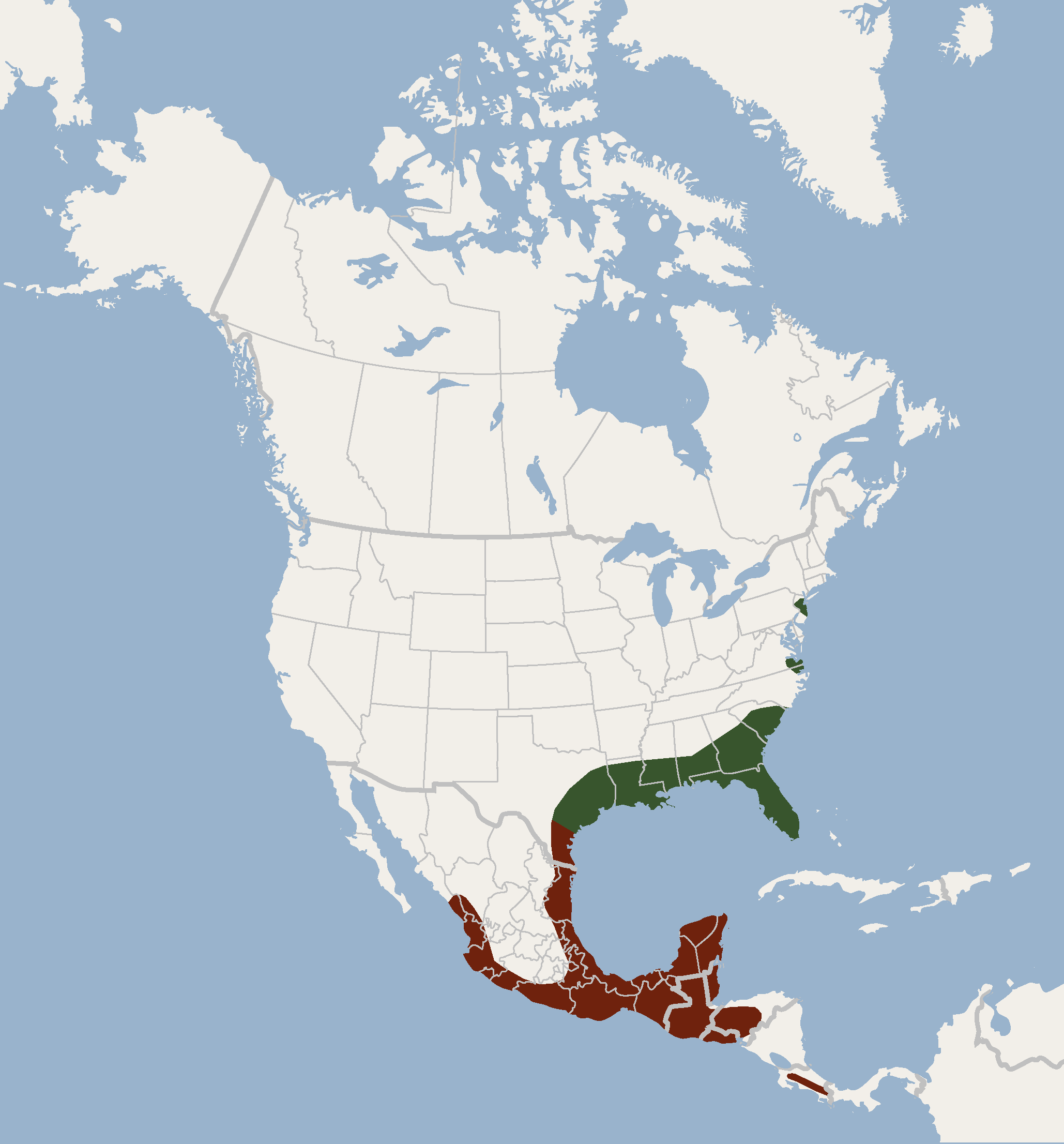
Répartition de Dasypterus intermedius

On trouve principalement Dasypterus intermedius le long des régions côtières du sud-est des États-Unis, de Cuba, du Mexique  et des pays d'Amérique centrale du Belize, du Costa Rica, du Salvador, du Guatemala et du Honduras. Il s'agit de l'espèce de chauve-souris la plus abondante dans certaines régions de la Floride. Cette espèce a quelques mentions d'occurrence en Virginie, en Caroline du Nord et en Pennsylvanie.

## Écologie et comportement
Cette espèce habite généralement les zones boisées à proximité de sources d'eau permanentes ou d'habitats côtiers avec de la mousse espagnole ou des palmiers. Dans le sud-est des États-Unis, la répartition coïncide presque toujours avec la mousse espagnole, qu'ils utilisent comme lieux de repos et de maternité. Les chauves-souris se perchent dans la mousse espagnole elle-même ou sous les frondes mortes suspendues des palmiers. Un seul palmier ou chêne vivant drapé de mousse espagnole peut héberger plusieurs individus toute l'année, et plusieurs femelles gravides et allaitantes peuvent former une colonie de maternité, malgré le caractère solitaire de la plupart des Lasiurini. Une étude révèle que les chauves-souris préfèrent les Quercus geminata (en) avec une hauteur de perchoir moyenne de 2,23 m au-dessus du sol et de 1,57 m au-dessus de la végétation la plus proche. La longueur moyenne d'un perchoir était de 0,98 m et sa largeur moyenne de 0,44 m. Les touffes de mousse espagnole utilisées pour les sites de repos sont 2 à 3 fois plus grandes que les touffes de mousse espagnole non utilisées dans la région. Tous les gîtes se trouvent à moins de 1 m de la route sablonneuse et à moins de 11 m d'un lac. Ces chauves-souris changent fréquemment de site de repos. En août 2003, une Dasypterus intermedius mâle est retrouvée perchée sous un Sabal palmetto partiellement mort le long du Lake August (en) dans une pelouse résidentielle en Floride. La coloration cryptique de cette espèce le rend difficile à repérer sous un palmier.

## Reproduction
L'accouplement a lieu pendant le vol à l'automne (et parfois en hiver), et bien que les femelles puissent avoir trois ou quatre embryons au printemps, seuls des jumeaux naissent généralement fin mai ou début juin. Si leur perchoir de maternité est perturbé, les mères ramasseront leurs petits et les porteront vers un perchoir plus sûr. Les chauves-souris deviennent capables de voler entre juin et août, et formeront des agrégations d'alimentation du soir avec les femelles adultes tandis que les mâles adultes resteront solitaires.

## Alimentation
Cette espèce est le plus souvent observée au crépuscule, se nourrissant autour des lampadaires ou sur les terrains de golf. Dasypterus intermedius préfère se nourrir dans des zones ouvertes, généralement à 5 à 7 m au-dessus du sol, généralement dans des zones avec un minimum d'arbustes et des touffes d'arbres épars, au-dessus des régions herbeuses (comme les aéroports, les pâturages, les terrains de golf, les bords des lacs) et en bordure de forêt. La majorité de son alimentation est composée d'hémiptères, de diptères, de moustiques, de coléoptères, de cicadelles, de fourmis ailées et, à de rares occasions, de demoiselles et de libellules.

## Menaces
L'élimination de la mousse espagnole et des feuilles mortes sur les palmiers, qui sont nécessaires pour que cette espèce se perche et se reproduise, réduit son taux de reproduction. Cette espèce est également menacée par la pulvérisation résidentielle de produits antimoustiques.
Cette espèce n'est pas affectée par le syndrome du nez blanc, bien que l'agent fongique responsable, Pseudogymnoascus destructans, ait récemment été trouvé dans son aire de répartition.